# Condylostylus felix
Condylostylus felix är en tvåvingeart som beskrevs av Becker 1922. Condylostylus felix ingår i släktet Condylostylus och familjen styltflugor. Inga underarter finns listade i Catalogue of Life.